# 張習 (永樂進士)
張習，浙江紹興府會稽縣人，明朝政治人物、進士出身。

## 生平
永樂九年，登進士。后選為翰林院庶吉士，編撰永樂大典。